# 松崎章太郎
松崎 章太郎（まつざき しょうたろう、明治5年（1872年）5月 – 没年不詳）は、東京市麻布区長、東京府豊多摩郡落合町長、医師。

## 経歴
岡山県和気郡福河村（現在の備前市）出身。1893年（明治26年）、第三高等中学校を卒業し、翌年医術開業免状を得た。日清戦争では陸軍三等軍医として従軍した。その後岡山や大阪で開業。1903年（明治36年）より内務省衛生局に技手として勤務し、日露戦争では陸軍二等軍医として従軍した。その後、静岡県技師・警察医長、同衛生課長、宮城県技師・衛生課長、愛知県技師・衛生課長などを歴任した。退官後、東京市主事・衛生課長に任命され、のち麻布区長に転じた。1928年（昭和3年）、落合町長に選ばれた。落合町が東京市に編入された後は淀橋区会議員、同学務委員長、同教育会常任理事を務めた。